# Yves Huts
Yves Huts este unul dintre chitariștii formației olandeze de metal simfonic, Epica.